# Marsannay-la-Côte
 Marsannay-la-Côte  es una población y comuna francesa, en la región de Borgoña, departamento de Côte-d'Or, en el distrito de Dijon y cantón de Chenôve.

## Demografía
| 1872 | 4060 | 6588 | 5941 | 5216 | 5211 |
| Para los censos de 1962 a 1999 la población legal corresponde a la población sin duplicidades (Fuente: INSEE [Consultar]) |      |      |      |      |      |